# 칼레르보 토이보넨
카를로 칼레르보 토이보넨(핀란드어: Kaarlo Kalervo Toivonen, 1913년 1월 22일~2006년 7월 25일)은 핀란드의 육상 선수로 주 종목은 창던지기이다.

## 경력
토이보넨은 1936년 독일 베를린에서 열린 1936년 하계 올림픽에 핀란드 국가대표로 참가하여 70.72m를 기록하여 독일의 게르하르트 슈퇴크와 대표팀 동료인 위리외 니카넨의 뒤를 이어 동메달을 획득하였다. 토이보넨과 니카넨 두 사람 모두 4차 시기까지 슈퇴크보다 앞선 기록을 세웠으나 5차 시기에서 슈퇴크가 71.84m를 기록하여 메달리스트가 결정되었다.
은퇴 후 벨기에 창던지기 대표팀 감독을 맡았으며, 1948년 하계 올림픽에 참가하는 벨기에 선수들을 지도했다.

## 참고 문헌
- Peter Matthews (Hrsg.): Athletics 2007. SportsBooks, Cheltenham 2007, ISBN 978-1-899807-49-9.